# العلاقات الإسرائيلية الليبية
العلاقات الإسرائيلية الليبية هي العلاقات الثنائية التي تجمع بين إسرائيل وليبيا.

## التاريخ
في أعقاب الحرب الإسرائيلية على غزة عام 2008 عرضت إسرائيل على ليبيا أن تكون وسيطًا محتملًا بين الفلسطينيين والإسرائيليين لتحقيق السلام، فتوجهت مستشارة القذافي دعد شرعب إلى تل أبيب سرًا على متن طائرة إسرائيلية من العاصمة الأردنية عمان إلى تل أبيب والتقت بالرئيس الإسرائيلي شمعون بيريز، لكن الجهود فشلت لاحقًا ولم تسفر هذه المبادرة عن أية نتيجة.
 في 27 أغسطس 2023، كشفت الخارجية الإسرائيلية في بيانٍ لها عن عقدِ اجتماعٍ وصفته بـ «السرّي» بين وزير الخارجية الإسرائيلي إيلي كوهين ونجلاء المنقوش وزيرة الخارجية الليبية في العاصمة الإيطالية روما قبل أسبوع رغم عدم وجود علاقات دبلوماسية بين البلدين أساسًا. تسبَّب البيان الإسرائيلي في خلقِ جدلٍ كبيرٍ داخل ليبيا وفي حصول ردود فعل ملحوظة، فعلى الرغم من محاولة وزارة الخارجية الليبية الدفاع عن ممثلتها حين سارعت بنشر بيانٍ توضيحي عقبَ البيان الإسرائيلي أكّدت فيه رفضَ المنقوش عقد لقاءات مع أي طرف ممثلٍ للكيان الإسرائيلي وفقا لنهج الحكومة، معترفةً في الوقتِ ذاته أنّ ما حدث في روما كان «لقاءً عارضًا غير رسمي وغير معد مسبقًا» ولم يتضمّن أي مباحثات أو اتفاقات، إلّا أن الأمور تطوَّرت سريعًا حينما خرجت احتجاجاتٌ نظّمها مئاتُ الليبيين في العاصمة طرابلس وفي مناطق أخرى ضدّ المنقوش ما دفعَ رئيس حكومة الوحدة الوطنية عبد الحميد الدبيبة إلى إيقافِ الوزيرة عن العمل قبل أن يُحيلها للتحقيق، ومع ذلك فقد استمرَّت الاحتجاجات الليليّة رفضًا لأيّ محاولة تطبيع وتنديدًا بتصرّف المنقوش التي أدرجها جهاز الأمن الداخلي الليبي ضمنَ قائمة الممنوعين من السفر لحين امتثالها للتحقيقات وسطَ أنباء عن فرارها إلى تركيا «خوفًا على سلامتها». لاحقًا أعلن رئيس حكومة الوحدة الوطنية عبد الحميد الدبيبة من مقر السفارة الفلسطينية في طرابلس عن إقالة وزيرة الخارجية من منصبها.

## مقارنة بين البلدين
هذه مقارنة عامة ومرجعية للدولتين:
| وجه المقارنة                                              | إسرائيل                                                             | ليبيا                                       |
| --------------------------------------------------------- | ------------------------------------------------------------------- | ------------------------------------------- |
| المساحة (كم2)                                             | 20.77 ألف                                                           | 1.76 مليون                                  |
| عدد السكان (نسمة)                                         | 8.89 مليون                                                          | 6.37 مليون                                  |
| الكثافة السكانية (ن./كم²)                                 | 428.02                                                              | 3.62                                        |
| العاصمة                                                   | القدس                                                               | طرابلس                                      |
| اللغة الرسمية                                             | اللغة العبرية، اللغة العربية                                        | اللغة العربية، اللغة العربية الفصحى الحديثة |
| العملة                                                    | شيكل إسرائيلي جديد، شيكل إسرائيلي قديم، جنيه فلسطيني، جنيه إسرائيلي | دينار ليبي                                  |
| الناتج المحلي الإجمالي (بليون دولار)                      | 350.85 مليار                                                        | 50.98 مليار                                 |
| الناتج المحلي الإجمالي (تعادل القوة الشرائية) بليون دولار | 306.51 مليار                                                        | 69.32 مليار                                 |
| الناتج المحلي الإجمالي الاسمي للفرد دولار أمريكي          | 35.73 ألف                                                           |                                             |
| الناتج المحلي الإجمالي للفرد دولار أمريكي                 | 36.58 ألف                                                           | 15.60 ألف                                   |
| مؤشر التنمية البشرية                                      | 0.899                                                               | 0.724                                       |
| رمز المكالمات الدولي                                      | +972                                                                | +218                                        |
| رمز الإنترنت                                              | .il                                                                 | .ly                                         |
| المنطقة الزمنية                                           | توقيت إسرائيل، Israel Summer Time ‏                                  | ت ع م+02:00، توقيت شرق أوروبا               |

## منظمات دولية مشتركة
يشترك البلدان في عضوية مجموعة من المنظمات الدولية، منها:
| علم المنظمة | اسم المنظمة                        | تاريخ انضمام إسرائيل | تاريخ انضمام ليبيا |
| ----------- | ---------------------------------- | -------------------- | ------------------ |
|             | مؤسسة التنمية الدولية              | 22 ديسمبر 1960       | 1 أغسطس 1961       |
|             | الأمم المتحدة                      | 11 مايو 1949         | 14 ديسمبر 1955     |
|             | منظمة الشرطة الجنائية الدولية      | ?                    | ?                  |
|             | الاتحاد الدولي للاتصالات           | 24 يونيو 1948        | 3 فبراير 1953      |
|             | البنك الدولي للإنشاء والتعمير      | 12 يوليو 1954        | 17 سبتمبر 1958     |
|             | الاتحاد البريدي العالمي            | ?                    | ?                  |
|             | مؤسسة التمويل الدولية              | 26 سبتمبر 1956       | 18 سبتمبر 1958     |
|             | وكالة ضمان الاستثمار متعدد الأطراف | 21 مايو 1992         | 5 أبريل 1993       |
|             | يونسكو                             | 16 سبتمبر 1949       | 27 يونيو 1953      |

## وصلات خارجية
- موقع وزارة الخارجية الإسرائيلية
- موقع وزارة الخارجية الليبية